# Werkendam (gemeente)

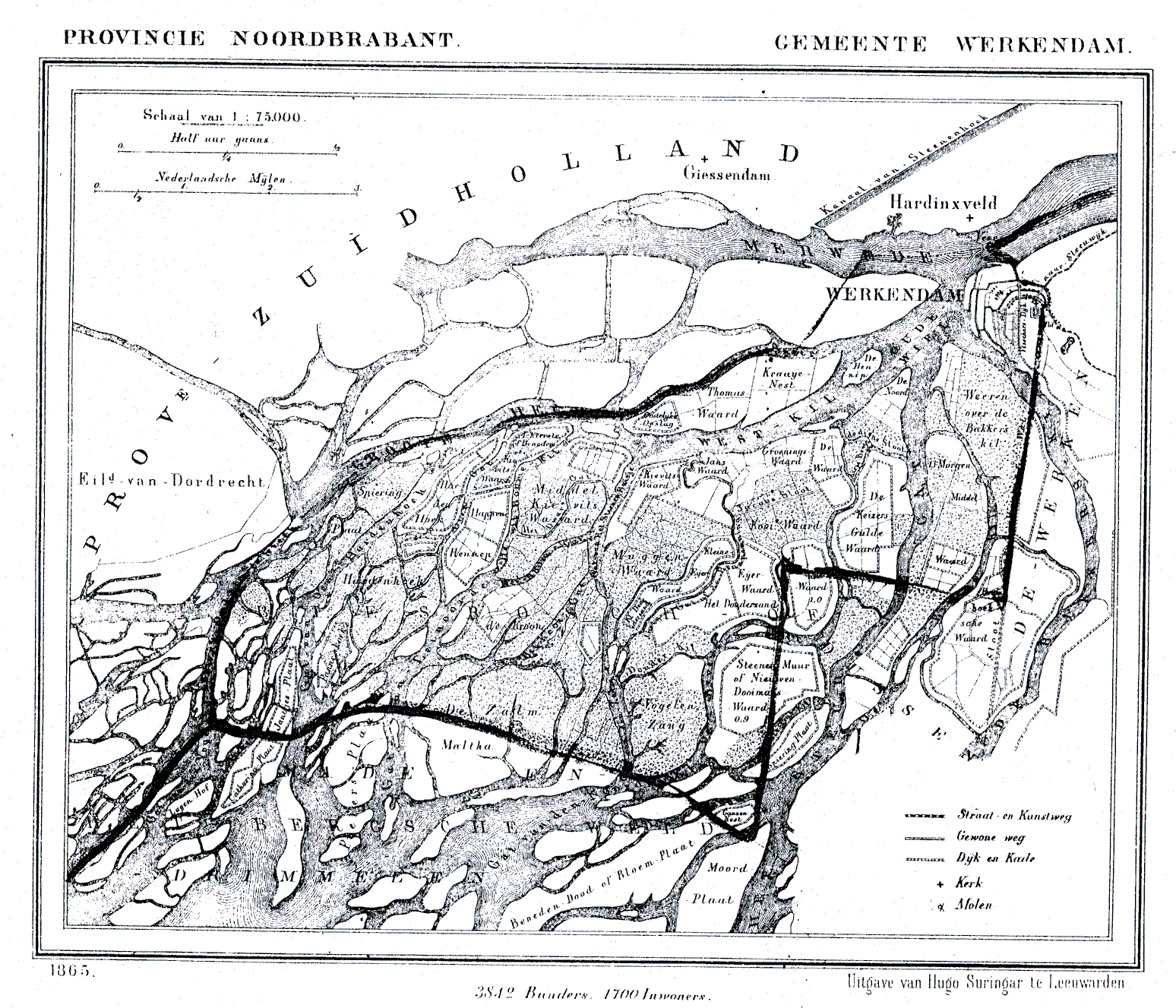
Werkendam in 1865

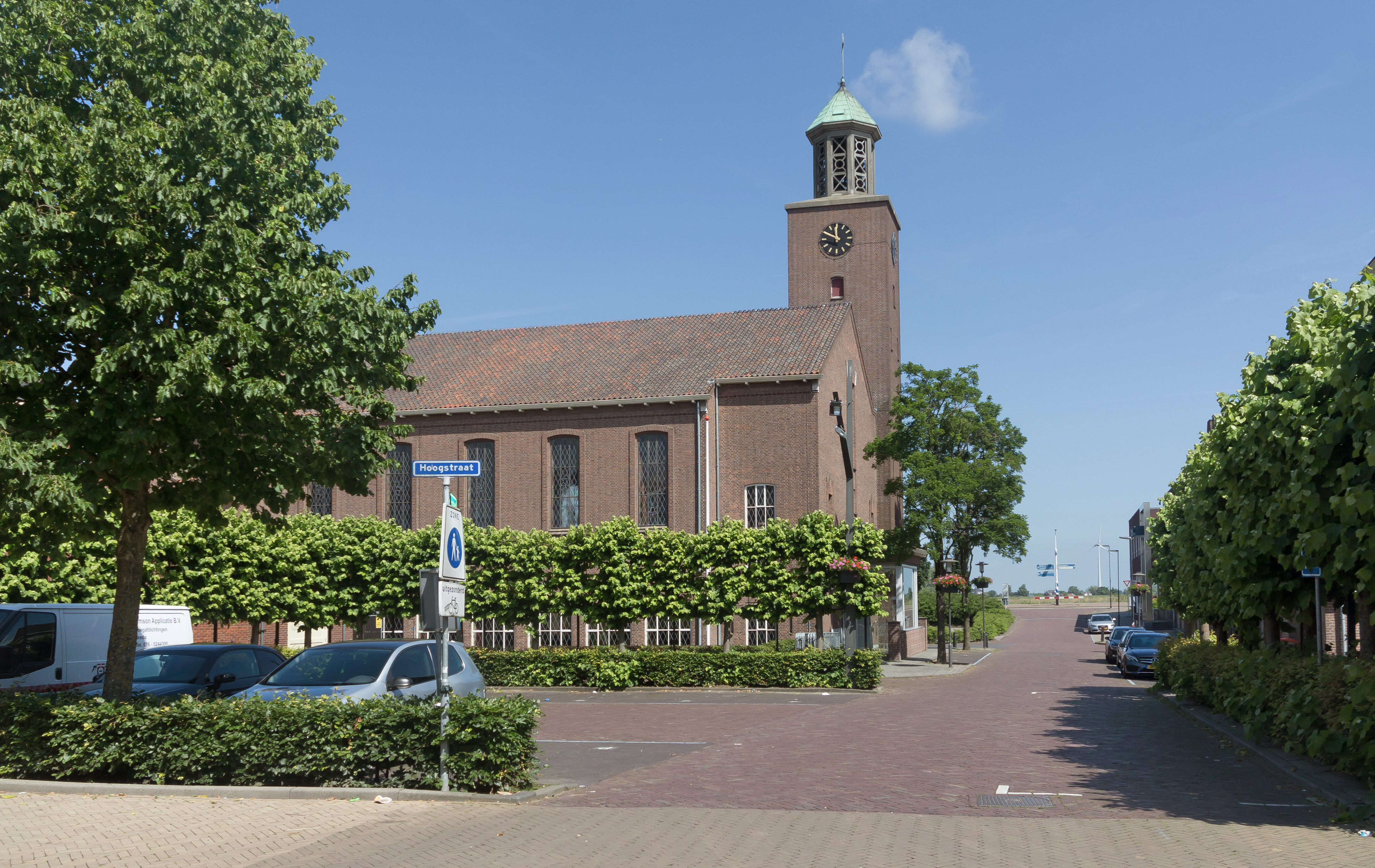
De Maranathakerk in Werkendam (2016)

Werkendam (Brabants: Wérkendèm)(uitspraakⓘ) was een gemeente in de Nederlandse provincie Noord-Brabant, gelegen in de streek Land van Heusden en Altena. Werkendam had een oppervlakte van 124,68 km² (waarvan 13,60 km² water). De gemeente had als grenzen de rivier de Merwede in het noorden, de rivier de Nieuwe Merwede en de Brabantse Biesbosch in het westen, de gemeente Drimmelen in het zuidwesten, de rivier de Amer in het zuiden en de toenmalige gemeentes Aalburg (in het zuidoosten) en Woudrichem (in het oosten). In de tijd dat Werkendam een zelfstandige gemeente was, werd deze doorsneden door de rijksweg A27 (Utrecht-Breda). In januari 2019 ging de gemeente na een gemeentelijke herindeling op in de nieuw gevormde gemeente Altena.

## Geschiedenis
Werkendam, Sleeuwijk, Munsterkerk en Muilkerk hadden tot 1811 alle een eigen dorpsbestuur van schout en schepenen. Nieuwendijk viel zelfs onder drie schepenbanken. In 1810 vallen zowel Munster- en Muilkerk onder een nieuw bestuur in Dussen. Nieuwendijk kwam in 1879 onder één bestuur, dat van Almkerk, omdat toen een aantal gemeenten werd samengevoegd.   
Vanaf 1950 behoorden, na een aantal herindelingen, de buurtschappen De Werken, Kievitswaard, Steurgat, Schans, Vijcie, Buurtje, De Hoef, Kerkeinde, Hoekeinde, Kille, 't Zand, Peerenboom, Vierbannen, De Baan en Korn tot Werkendam. De dorpskernen van deze voormalige gemeente waren (in volgorde van het inwoneraantal in 2018) Werkendam, Sleeuwijk, Nieuwendijk, Hank en Dussen.   
In 1973 vond een grote herindelingsoperatie plaats. Nieuwendijk ging niet, samen met de gemeente Almkerk, naar Woudrichem, maar werd deel van de gemeente Werkendam. Daaraan werd in 1997 Dussen toegevoegd.    
Op 1 januari 2019 fuseerden de gemeenten Aalburg, Werkendam en Woudrichem, alle in het Land van Heusden en Altena gelegen, tot de nieuwe gemeente Altena. Op 26 januari 2016 hadden de leden van de gemeenteraden van Aalburg, Werkendam en Woudrichem hiertoe besloten.
Werkendam was een plattelandsgemeente.  Een groot gedeelte van de Biesbosch, vroeger een van de grootste zoetwatergetijdengebieden van West-Europa, behoorde tot haar grondgebied.

### Topografie

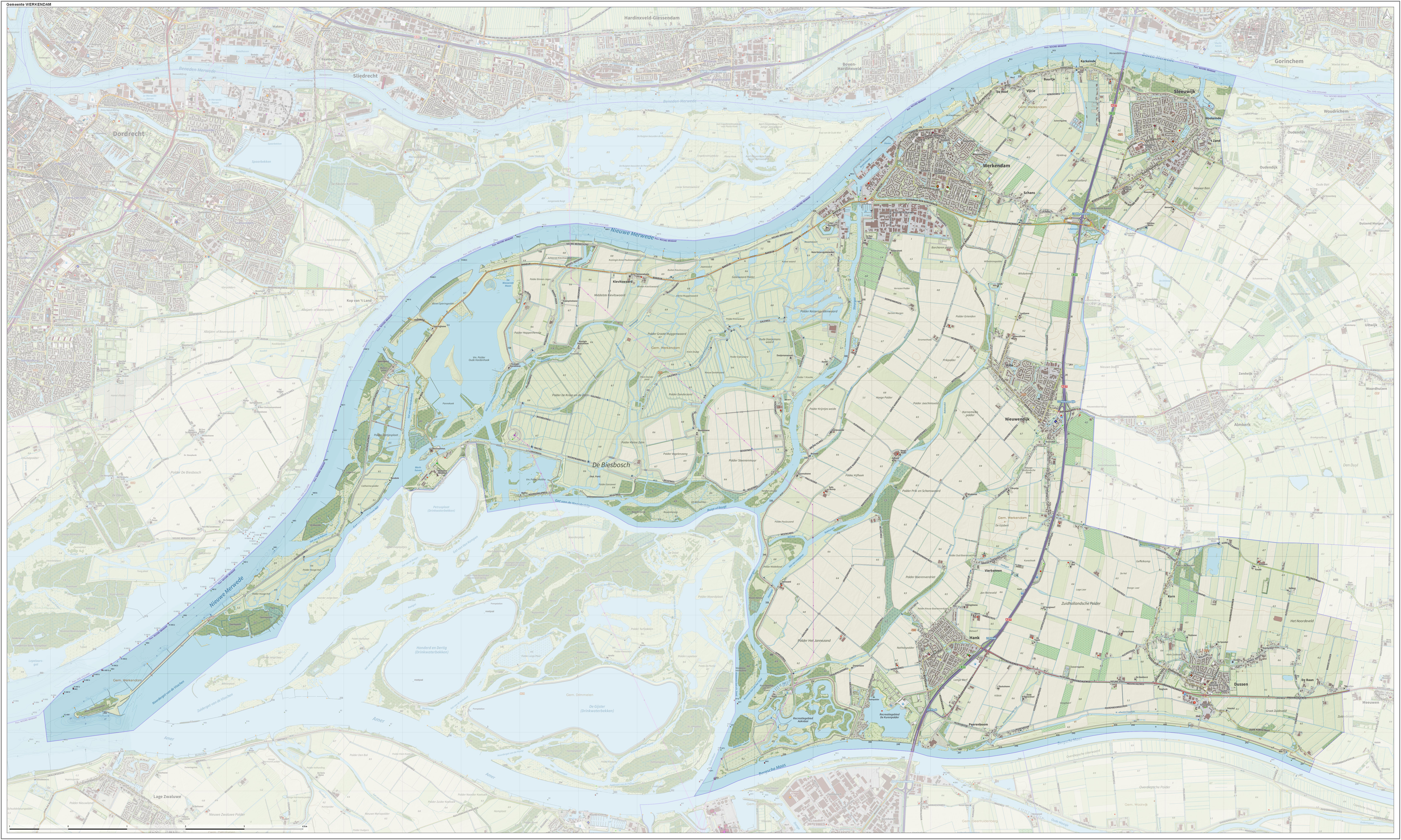
Topografische gemeentekaart van Werkendam, december 2017

### Inwoners: 26.972 (per 1-1-2018)
- Werkendam: 11.292
- Sleeuwijk: 5593
- Hank: 4091
- Nieuwendijk: 3583
- Dussen: 2413

## Cultuur

### Monumenten
De gemeente Werkendam telde een aantal rijksmonumenten, gemeentelijke monumenten en oorlogsmonumenten, zie:
- Lijst van rijksmonumenten in Altena
- Lijst van rijksmonumenten in Werkendam
- Lijst van gemeentelijke monumenten in Werkendam
- Lijst van oorlogsmonumenten in Altena

### Bezienswaardigheden

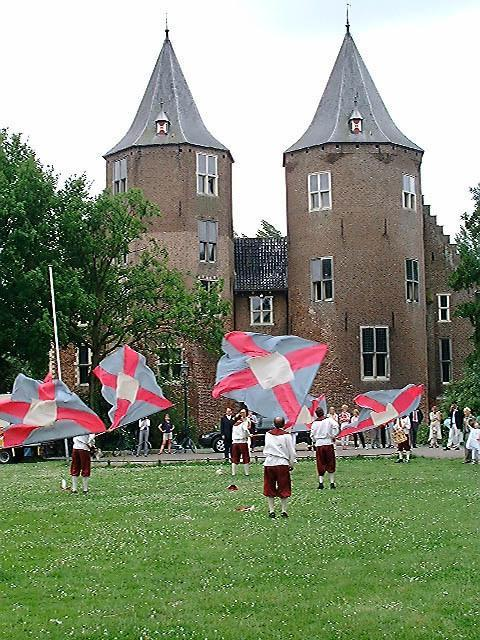
Kasteel Dussen

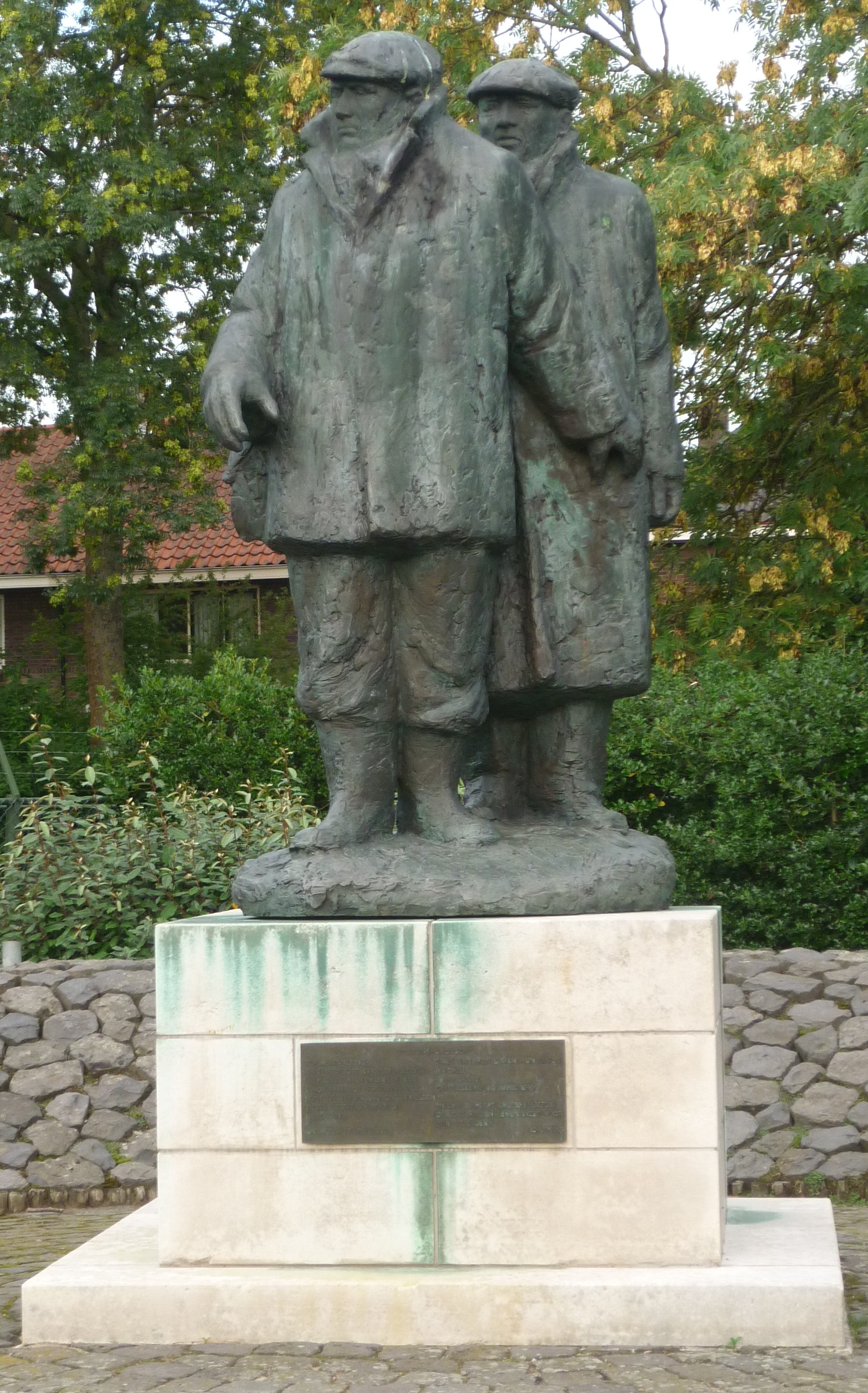
Monument voor Line-crossers (2010)

De gemeente Werkendam had ongeveer 60 gemeentelijke monumenten en 40 rijksmonumenten, waaronder:
- Kasteel Dussen. Dussen beschikt sinds 1331 over een eigen kasteel. In 1378 werd door Arend van Arkel een nieuw kasteel gebouwd, dat in het Hollands-Brabants grensgebied lag en voor die tijd zeer modern werd aangelegd. In de Tweede Wereldoorlog werd het kasteel zwaar beschadigd. Na de restauratie in 1953 deed het kasteel lange tijd dienst als gemeentehuis van de nu opgeheven gemeente Dussen. Een van de bekendste bewoners van het kasteel was Rolina Solingar, een bijzonder excentrieke vrouw. Ze liet zich gedurende de nacht bewaken door zes mannen uit het dorp Dussen, die in de galerij de wacht moesten houden. Voor haar ezel was een torenkamer beschikbaar. De auteur Antoon Coolen schreef over haar het in 1953 verschenen boek De Vrouw met de Zes Slapers.
- Watermolens. In Dussen bevindt zich een wipwatermolen uit 1795. In Hank bevindt zich de Zuid-Hollandse Molen, een achtkantige watermolen met scheprad, die dateert van 1791. Verder staat in Werkendam de Vervoorne Molen, een achthoekige molen die rond 1700 werd gebouwd. Vlak bij de Tol in Sleeuwijk staat de Uitwijkse of Uppelse molen, een rond 1700 gebouwde wipwatermolen.
- Een andere bezienswaardigheid is de rivier de Merwede, de drukstbevaren rivier van Europa. Een uitzichtheuvel aan de noordkant van spaarbekken Petrusplaat biedt een panorama over een deel van de Biesbosch en de daarin gelegen spaarbekkens. Langs de binnendijken staan veel oude boerderijen.
- Het monument van de line-crossers herdenkt de 21 line-crossers in het algemeen en de twee mannen die de Tweede Wereldoorlog niet overleefden: Arie van Driel en Kees van de Sande. Beiden kregen postuum de Militaire Willems-Orde. Tijdens de oorlog pendelden line-crossers door de Biesbosch naar Lage Zwaluwe of Drimmelen. Heen vervoerden ze berichten en mensen naar bevrijd Nederland, op de terugweg namen ze voedsel en medicijnen mee. De meeste line-crossers kwamen uit Werkendam. Meer informatie is te zien in het Biesbosch MuseumEiland, dat 12 kilometer buiten Werkendam ligt.
- Een kleine Joodse begraafplaats uit 1852, niet meer gebruikt sinds 1942.
- Het oude centrum met onder andere oude huizen aan de Hoogstraat (op een oude dam) en twee oude molens aan de buurtschap Schans.

## Musea
- Biesbosch MuseumEiland (Werkendam)
- Oudheidkamer (Werkendam)[3]

## Gemeenteraad
Van 1998 tot en met 2018, tot de gemeentefusie op 1 januari 2019, was de Werkendamse gemeenteraad als volgt samengesteld:
| Gemeenteraadszetels                                   | Gemeenteraadszetels | Gemeenteraadszetels | Gemeenteraadszetels | Gemeenteraadszetels | Gemeenteraadszetels |
| Partij                                                | 1998                | 2002                | 2006                | 2010                | 2014                |
| ----------------------------------------------------- | ------------------- | ------------------- | ------------------- | ------------------- | ------------------- |
| CDA                                                   | 5                   | 4                   | 7                   | 7                   | 5                   |
| SDc (Stuurgroep Dorpsbelang Combinatie)/Lokaal Belang | 6                   | 6                   | 6                   | 6                   | 7                   |
| PvdA*                                                 | 3                   | 4                   | 3                   | 3                   | -                   |
| SGP                                                   | 3                   | 3                   | 3                   | 3                   | 3                   |
| VVD                                                   | 2                   | 2                   | -                   | -                   | -                   |
| ChristenUnie (CU)                                     | 2                   | 2                   | 1                   | 2                   | 3                   |
| Fractie du Burck (afsplitsing PvdA)                   | -                   | -                   | 1                   | -                   | -                   |
| Progressief Altena*                                   | -                   | -                   | -                   | -                   | 3                   |
| Totaal                                                | 21                  | 21                  | 21                  | 21                  | 21                  |
| Opkomst                                               |                     |                     |                     | 58,62%              | 59,53%              |

NB Partijen als SDc en CU bestonden vroeger uit andere partijen die later zijn samengegaan. Vanwege de vergelijkbaarheid is de latere naam ook voor het verleden gebruikt.
*In 2014 deden PvdA, D66 en GroenLinks mee onder de naam Progressief Altena.

## College van B en W

### 2014-2018
Het college van burgemeester en wethouders voor de periode 2014-2018 werd gevormd door een coalitie van CDA, Lokaal Belang en SGP (15 van de 21 zetels na de verkiezingen van 2014). De laatste (waarnemend) burgemeester van de gemeente Werkendam, tevens voorzitter van het college van B en W, was Yves de Boer (VVD). Verder had de gemeente drie wethouders.

## Media
Stichting RTV Altena is de lokale omroep voor de voormalige gemeente Werkendam. Sinds 2004 zendt deze omroep uit met radioprogramma's en nieuws voor de inwoners van de vijf kernen van de voormalige gemeente. Radio A-FM is te ontvangen in heel Altena op 107.8 FM en op de kabel binnen de voormalige gemeente Werkendam op 102.0 FM. Het studiocomplex van A-FM is te vinden in Hank. Altena TV is het televisiekanaal voor de voormalige gemeente Werkendam. Sinds 2015 zendt deze omroep naast een kabelkrant ook nieuwsbulletins uit over de voormalige gemeente Werkendam en haar buurgemeenten.
De voormalige gemeente Werkendam kent een aantal huis-aan-huiskranten:
- Altena Nieuws [elke donderdag]
- Nieuwsblad [elke donderdag]
- Het Kontakt [elke woensdag]
- De Stad Gorinchem [elke dinsdag]
- Gorinchems Nieuwsblad [elke woensdag, enkel in Sleeuwijk]
- De Langstraat [elke dinsdag, enkel in Hank en Dussen]
- Brabants Dagblad editie Land van Altena [6 dagen per week]

## Geboren
- Hermanus Eliza Verschoor (1791–1877), landbouwer, dijkgraaf, politicus, namens liberalen lid in de Eerste Kamer
- Gijsbert van Tienhoven (1841–1914), burgemeester Amsterdam, minister van buitenlandse zaken, minister-president, commissaris van de koningen van Noord-Holland (liberaal)
- Joor Bastiaan Verheij (1851–1913), officier en politicus namens de Liberale Unie in de Tweede Kamer
- Johannes Krap (1858–1933), waterstaatkundig ingenieur en politicus namens de ARP in de Tweede Kamer
- Coenraad van Haeringen (Coenraad Bernardus) (1892–1983), taalkundige, neerlandicus en hoogleraar aan de Universiteit van Utrecht
- Jo Mussert (Jo) (1880–1940), militair, broer van de NSB-leider Anton Mussert
- Anton Mussert (1894–1946), ingenieur, politicus, oprichter en leider van de Nationaal-Socialistische Beweging in Nederland (NSB)
- Arie van Driel (Aaike) (1905–1945), line-crosser, verzetsstrijder tijdens de Tweede Wereldoorlog; naar hem is een straat vernoemd in Werkendam
- Piet Roubos (Hendrikus Johannes) (1916–2008), verzetsstrijder tijdens de Tweede Wereldoorlog
- Anton Verhoeven (1920–1978), schaatser; hij reed de Elfstedentochten van 1947, 1954, 1956 en 1963
- Adriaan de Keizer (1922–2007), line-crosser, verzetsstrijder tijdens de Tweede Wereldoorlog
- Leo van der Pluym (1935), wielrenner
- Elly de Graaf (1954), actrice
- Arjan Visser (1966), journalist en schrijver
- Mart Visser (1968), modeontwerper
- Marjan Ippel (1971), journaliste en schrijfster
- Johan van der Werff (1974), voetbalkeeper
- Rebekka Kadijk (1979), beachvolleybalster
- Niels Vorthoren (1988), voetballer

## Woonachtig
- Johannes Groenewegen (1709–1764), predikant te Aarlanderveen en Werkendam
- Johan Jacob le Sage ten Broek (1742–1823), hoogleraar filosofie, theologie en predikant
- Johannes Willem Slager (1901–1982), predikant van de Oud Gereformeerde Gemeenten in Nederland
- Kees van de Sande (Kornelis Pieter) (1918–1945), line-crosser, verzetsstrijder tijdens de Tweede Wereldoorlog, woonachtig te Sleeuwijk; naar hem is een straat vernoemd in Werkendam
- Cornelis Pieter van den Hoek (Piet) (1921–2015), line-crosser, verzetsstrijder tijdens de Tweede Wereldoorlog